# الرابطة الأمريكية لأطباء الصحة العامة
الرابطة الأمريكية لأطباء الصحة العامة هي رابطة مهنية لأطباء الصحة العامة. شعارها هو «صوت أطباء الصحة العامة / الملاك الحارس لصحة الشعب».

## نبذة تاريخية:
تم تأسيس الرابطة في عام 1954 ميلادي في ولاية تكساس الأمريكية.
هدف الرابطة الأساسي هو أن تكون الصوت المسموع للأطباء الذين هم أيضا مديري الدوائر الصحية المحلية والحكومية على مستوى البلاد.
منذ بدايتها،  تم الاعتراف بالرابطة الأمريكية لأطباء الصحة العامة بأنها رابطة طبية متخصصة من قِبل المنظمة الطبية الأمريكية، مع ممثلين رسميين في (المنظمة الطبية الأمريكية) منزل المندوبين.

## المبادرات وأهداف سياسة الصحة:
تسعى الرابطة الآن لتحقيق هدفها وهو أن تنال التأييد والمؤازرة من جميع أطباء الصحة العامة و ضباط الصحة , سواء كانوا في منشآت خاصة أو عامة أو في الأوساط الأكاديمية.
التعاونات الحالية تضمنت اللجنة الوطنية للرعاية  الصحية الاصلاحيه، صحة واحدة و NextGenU.
أما بالنسبة للقضايا الرئيسية الحالية مكافحة التدخين، الوقاية من التعرض للاصابات والجروح، مراقبة الصحة العامة، مراكز التأهيل (السجون), التحكم ومراقبة الأمراض، التدريبات على الاداره والتدريب على السياسات،قضايا القوى العامله،القضايا التي تتعلق بالحصول على الرعاية الصحية، الإنصاف الصحي، الفوارق الصحيه، الكفاءة الثقافيه والخدمات الوقائية.